# Gjemnes
Gjemnes è un comune norvegese della contea di Møre og Romsdal.
Il comune è stato istituito il 1º settembre del 1893 unendo insieme parti di Kvernes, Øre e Frei. La restante parte di Øre fu inglobata a Gjemnes il 1º gennaio del 1965 quando il comune raggiunse l'attuale estensione.
Il centro amministrativo è Batnfjordsøra (389 abitanti); il centro abitato è localizzata nell'estremo sud-occidentale del Batnfjord. Altre cittadine sono Torvikbukt, Flemma, Angvik, Gjemnes ed Osmarka.

## Geografia
Il territorio comunale è caratterizzato da diversi rilievi il principale dei quali è Stortussen (Snøtinden) 1027 m s.l.m. situato al confine con il comune di Eide. Il centro abitato di Torvibukt, sulla costa orientale del Batnfjord è sovrastato dal Reinsfjellet  (994 m s.l.m.)
Nella parte meridionale del comune i rilievi sono meno elevati.

## Il nome
La cittadina deriva il suo nome dalla fattoria Gjemnes ("Gemnese" 1435) sin da quando fu eretta una chiesa nel 1893. Il significato del primo elemento della parola è sconosciuto (forse il nome di un antico fiume), l'ultimo elemento "nes" significa "promontorio".

## Il blasone
Il blasone ha origini recenti (1983). Esso raffigura la testa di un cervo.